# Mandjelia commoni
Mandjelia commoni is een spinnensoort uit de familie Barychelidae. De soort komt voor in Queensland.